# Colonia las Palmas, Puebla
Colonia las Palmas är en ort i Mexiko.   Den ligger i kommunen Tlapanalá och delstaten Puebla, i den sydöstra delen av landet, 100 km sydost om huvudstaden Mexico City. Colonia las Palmas ligger 1 408 meter över havet och antalet invånare är 618.
Terrängen runt Colonia las Palmas är kuperad norrut, men söderut är den platt. Runt Colonia las Palmas är det ganska tätbefolkat, med 75 invånare per kvadratkilometer. Närmaste större samhälle är Izúcar de Matamoros, 14,0 km sydost om Colonia las Palmas. I omgivningarna runt Colonia las Palmas växer huvudsakligen savannskog.